# 查爾科 (內布拉斯加州)
查爾科（英語：Chalco）是位於美國內布拉斯加州薩皮縣的普查規定居民點。

## 歷史
查爾科的郵局於1888年設立，其後於1950年停運。

## 人口
根據2020年美國人口普查的數據，查爾科的面積為6.84平方千米，皆為陸地。當地共有人口11064人，而人口密度為每平方千米1,617.54人。